# Copa Báltica 2016
La Copa Báltica 2016 (en estonio, Balti turniir 2016; en letón, Baltijas Kauss 2016; en lituano, 2016 m. Baltijos taurė) fue la XXVI edición de la competición. El torneo se disputó entre el 29 de mayo y el 4 de junio.
El campeonato volvió a contar con la participación exclusiva de los tres seleccionados originales, Estonia, Letonia y Lituania. La selección de Finlandia, que había intervenido en las dos ediciones predecesoras, desistió de participar.
La selección de Letonia se consagró campeona por tercera vez consecutiva, y alcanzó así su decimotercer título en la competición.

## Formato
Por primera vez, no se estableció una sede fija para la organización del campeonato. Las tres selecciones se enfrentaron entre sí en un sistema de liguilla a una sola rueda, de manera tal que cada una de ellas disputó dos encuentros, uno como local y otro como visitante. La selección con mayor cantidad de puntos obtenidos al finalizar el torneo se consagró campeona.

## Posiciones
| Selección | Pts | PJ | PG | PE | PP | GF | GC | Dif |
| --------- | --- | -- | -- | -- | -- | -- | -- | --- |
| Letonia   | 4   | 2  | 1  | 1  | 0  | 2  | 1  | 1   |
| Lituania  | 3   | 2  | 1  | 0  | 1  | 3  | 2  | 1   |
| Estonia   | 1   | 2  | 0  | 1  | 1  | 0  | 2  | -2  |

## Resultados
- Los horarios son correspondientes a la hora local.

| 29 de mayo de 2016 | Lituania                  | 2:0 (2:0) | Estonia | Estadio Central, Klaipėda                                        |                                                                  |
| 16:00 (UTC+3)      | Valskis 30' · Černych 45' | Reporte   |         | Asistencia: 3.700 espectadores Árbitro(s): Aleksandrs Anufrijevs | Asistencia: 3.700 espectadores Árbitro(s): Aleksandrs Anufrijevs |

| 1          | POR        | Emilijus Zubas      |     |
| 7          | DEF        | Deividas Česnauskis | 74' |
| 5          | DEF        | Vaidas Slavickas    | 74' |
| 15         | DEF        | Arūnas Klimavičius  |     |
| 4          | DEF        | Edvinas Girdvainis  |     |
| 17         | MED        | Mantas Kuklys       |     |
| 11         | MED        | Arvydas Novikovas   |     |
| 22         | MED        | Fiodor Černych      | 53' |
| 20         | MED        | Dovydas Norvilas    | 82' |
| 9          | DEL        | Nerijus Valskis     | 74' |
| 19         | DEL        | Lukas Spalvis       | 82' |
| Entrenador | Entrenador | Edgaras Jankauskas  |     |

| 1          | POR        | Marko Meerits       |     |
| 15         | DEF        | Ragnar Klavan       |     |
| 26         | DEF        | Markus Jürgenson    | 79' |
| 19         | DEF        | Ken Kallaste        |     |
| 31         | DEF        | Joonas Tamm         | 67' |
| 21         | DEF        | Nikita Baranov      |     |
| 3          | DEF        | Artur Pikk          | 87' |
| 6          | MED        | Aleksandr Dmitrijev | 43' |
| 16         | MED        | Ilja Antonov        |     |
| 7          | MED        | Pavel Marin         | 67' |
| 11         | DEL        | Rauno Sappinen      | 79' |
| Entrenador | Entrenador | Magnus Pehrsson     |     |

| 16 | MED | Vykintas Slivka    | 53' |
| 8  | DEF | Egidijus Vaitkūnas | 74' |
| 23 | DEF | Rolandas Baravykas | 74' |
| 10 | MED | Vytautas Lukša     | 74' |
| 18 | MED | Donatas Kazlauskas | 82' |
| 14 | MED | Simonas Paulius    | 82' |

| 24 | MED | Andre Frolov     | 43' |
| 8  | DEL | Henri Anier      | 67' |
| 25 | MED | Maksim Gussev    | 67' |
| 27 | MED | Andreas Raudsepp | 79' |
| 9  | DEL | Frank Liivak     | 79' |
| 5  | MED | Dmitri Kruglov   | 87' |

| Anotado | 30' | Nerijus Valskis | 1 – 0 |
| Anotado | 45' | Fiodor Černych  | 2 – 0 |

| Amonestado | 28' | Nerijus Valskis  |
| Amonestado | 81' | Dovydas Norvilas |

| Amonestado | 13' | Ken Kallaste |

| Árbitro             | Aleksandrs Anufrijevs |
| Árbitros asistentes | Romāns Platonovs      |
| Árbitros asistentes | Aleksejs Griščenko    |
| Cuarto árbitro      | Aleksandrs Golubevs   |

| 1          | POR        | Emilijus Zubas      |     |
| 7          | DEF        | Deividas Česnauskis | 74' |
| 5          | DEF        | Vaidas Slavickas    | 74' |
| 15         | DEF        | Arūnas Klimavičius  |     |
| 4          | DEF        | Edvinas Girdvainis  |     |
| 17         | MED        | Mantas Kuklys       |     |
| 11         | MED        | Arvydas Novikovas   |     |
| 22         | MED        | Fiodor Černych      | 53' |
| 20         | MED        | Dovydas Norvilas    | 82' |
| 9          | DEL        | Nerijus Valskis     | 74' |
| 19         | DEL        | Lukas Spalvis       | 82' |
| Entrenador | Entrenador | Edgaras Jankauskas  |     |

| 1          | POR        | Marko Meerits       |     |
| 15         | DEF        | Ragnar Klavan       |     |
| 26         | DEF        | Markus Jürgenson    | 79' |
| 19         | DEF        | Ken Kallaste        |     |
| 31         | DEF        | Joonas Tamm         | 67' |
| 21         | DEF        | Nikita Baranov      |     |
| 3          | DEF        | Artur Pikk          | 87' |
| 6          | MED        | Aleksandr Dmitrijev | 43' |
| 16         | MED        | Ilja Antonov        |     |
| 7          | MED        | Pavel Marin         | 67' |
| 11         | DEL        | Rauno Sappinen      | 79' |
| Entrenador | Entrenador | Magnus Pehrsson     |     |

| 16 | MED | Vykintas Slivka    | 53' |
| 8  | DEF | Egidijus Vaitkūnas | 74' |
| 23 | DEF | Rolandas Baravykas | 74' |
| 10 | MED | Vytautas Lukša     | 74' |
| 18 | MED | Donatas Kazlauskas | 82' |
| 14 | MED | Simonas Paulius    | 82' |

| 24 | MED | Andre Frolov     | 43' |
| 8  | DEL | Henri Anier      | 67' |
| 25 | MED | Maksim Gussev    | 67' |
| 27 | MED | Andreas Raudsepp | 79' |
| 9  | DEL | Frank Liivak     | 79' |
| 5  | MED | Dmitri Kruglov   | 87' |

| Anotado | 30' | Nerijus Valskis | 1 – 0 |
| Anotado | 45' | Fiodor Černych  | 2 – 0 |

| Amonestado | 28' | Nerijus Valskis  |
| Amonestado | 81' | Dovydas Norvilas |

| Amonestado | 13' | Ken Kallaste |

| Árbitro             | Aleksandrs Anufrijevs |
| Árbitros asistentes | Romāns Platonovs      |
| Árbitros asistentes | Aleksejs Griščenko    |
| Cuarto árbitro      | Aleksandrs Golubevs   |

| 1 de junio de 2016 | Letonia                   | 2:1 (0:0) | Lituania    | Estadio Daugava, Liepāja   |                            |
| 19:30 (UTC+3)      | Zjuzins 51' · Rudņevs 72' | Reporte   | Černych 84' | Árbitro(s): Roomer Tarajev | Árbitro(s): Roomer Tarajev |

| 1          | POR        | Andris Vaņins       |     |
| 13         | DEF        | Kaspars Gorkšs      |     |
| 6          | DEF        | Vladislavs Gabovs   |     |
| 19         | DEF        | Igors Tarasovs      | 46' |
| 4          | DEF        | Kaspars Dubra       |     |
| 2          | DEF        | Vitālijs Maksimenko |     |
| 8          | MED        | Artis Lazdiņš       |     |
| 14         | MED        | Jānis Ikaunieks     | 65' |
| 9          | DEL        | Artjoms Rudņevs     | 77' |
| 10         | DEL        | Valērijs Šabala     | 88' |
| 18         | DEL        | Roberts Savaļnieks  | 46' |
| Entrenador | Entrenador | Marian Pahars       |     |

| 21         | POR        | Ernestas Šetkus    |     |
| 5          | DEF        | Vaidas Slavickas   |     |
| 2          | DEF        | Arūnas Klimavičius |     |
| 8          | DEF        | Egidijus Vaitkūnas |     |
| 4          | DEF        | Edvinas Girdvainis |     |
| 17         | MED        | Mantas Kuklys      |     |
| 11         | MED        | Arvydas Novikovas  |     |
| 22         | MED        | Fiodor Černych     |     |
| 16         | MED        | Vykintas Slivka    | 57' |
| 20         | MED        | Dovydas Norvilas   | 79' |
| 19         | DEL        | Lukas Spalvis      |     |
| Entrenador | Entrenador | Edgaras Jankauskas |     |

| 7  | MED | Aleksejs Višņakovs | 46' |
| 17 | MED | Artūrs Zjuzins     | 46' |
| 11 | MED | Dāvis Ikaunieks    | 65' |
| 22 | DEL | Sergejs Vorobjovs  | 77' |
| 5  | MED | Oļegs Laizāns      | 88' |

| 9  | DEL | Nerijus Valskis | 57' |
| 10 | MED | Vytautas Lukša  | 79' |

| Anotado | 51' | Artūrs Zjuzins  | 1 – 0 |
| Anotado | 72' | Artjoms Rudņevs | 2 – 0 |

| Anotado | 84' | Fiodor Černych | 2 – 1 |

| Amonestado | 6'  | Roberts Savaļnieks |
| Amonestado | 32' | Artis Lazdiņš      |

| Amonestado | 11' | Mantas Kuklys    |
| Amonestado | 35' | Vaidas Slavickas |

| Árbitro             | Roomer Tarajev    |
| Árbitros asistentes | Sten Klaasen      |
| Árbitros asistentes | Dmitri Vinogradov |
| Cuarto árbitro      | Juri Frischer     |

| 1          | POR        | Andris Vaņins       |     |
| 13         | DEF        | Kaspars Gorkšs      |     |
| 6          | DEF        | Vladislavs Gabovs   |     |
| 19         | DEF        | Igors Tarasovs      | 46' |
| 4          | DEF        | Kaspars Dubra       |     |
| 2          | DEF        | Vitālijs Maksimenko |     |
| 8          | MED        | Artis Lazdiņš       |     |
| 14         | MED        | Jānis Ikaunieks     | 65' |
| 9          | DEL        | Artjoms Rudņevs     | 77' |
| 10         | DEL        | Valērijs Šabala     | 88' |
| 18         | DEL        | Roberts Savaļnieks  | 46' |
| Entrenador | Entrenador | Marian Pahars       |     |

| 21         | POR        | Ernestas Šetkus    |     |
| 5          | DEF        | Vaidas Slavickas   |     |
| 2          | DEF        | Arūnas Klimavičius |     |
| 8          | DEF        | Egidijus Vaitkūnas |     |
| 4          | DEF        | Edvinas Girdvainis |     |
| 17         | MED        | Mantas Kuklys      |     |
| 11         | MED        | Arvydas Novikovas  |     |
| 22         | MED        | Fiodor Černych     |     |
| 16         | MED        | Vykintas Slivka    | 57' |
| 20         | MED        | Dovydas Norvilas   | 79' |
| 19         | DEL        | Lukas Spalvis      |     |
| Entrenador | Entrenador | Edgaras Jankauskas |     |

| 7  | MED | Aleksejs Višņakovs | 46' |
| 17 | MED | Artūrs Zjuzins     | 46' |
| 11 | MED | Dāvis Ikaunieks    | 65' |
| 22 | DEL | Sergejs Vorobjovs  | 77' |
| 5  | MED | Oļegs Laizāns      | 88' |

| 9  | DEL | Nerijus Valskis | 57' |
| 10 | MED | Vytautas Lukša  | 79' |

| Anotado | 51' | Artūrs Zjuzins  | 1 – 0 |
| Anotado | 72' | Artjoms Rudņevs | 2 – 0 |

| Anotado | 84' | Fiodor Černych | 2 – 1 |

| Amonestado | 6'  | Roberts Savaļnieks |
| Amonestado | 32' | Artis Lazdiņš      |

| Amonestado | 11' | Mantas Kuklys    |
| Amonestado | 35' | Vaidas Slavickas |

| Árbitro             | Roomer Tarajev    |
| Árbitros asistentes | Sten Klaasen      |
| Árbitros asistentes | Dmitri Vinogradov |
| Cuarto árbitro      | Juri Frischer     |

| 4 de junio de 2016 | Estonia | 0:0     | Letonia | A. Le Coq Arena, Tallin                                      |                                                              |
| 19:00 (UTC+3)      |         | Reporte |         | Asistencia: 1.982 espectadores Árbitro(s): Gediminas Mažeika | Asistencia: 1.982 espectadores Árbitro(s): Gediminas Mažeika |

| 1          | POR        | Mihkel Aksalu   |     |
| 15         | DEF        | Ragnar Klavan   |     |
| 23         | DEF        | Taijo Teniste   |     |
| 5          | DEF        | Dmitri Kruglov  |     |
| 19         | DEF        | Ken Kallaste    |     |
| 21         | DEF        | Nikita Baranov  |     |
| 18         | MED        | Karol Mets      |     |
| 16         | MED        | Ilja Antonov    |     |
| 17         | MED        | Pavel Marin     | 70' |
| 8          | DEL        | Henri Anier     |     |
| 11         | DEL        | Rauno Sappinen  | 90' |
| Entrenador | Entrenador | Magnus Pehrsson |     |

| 1          | POR        | Andris Vaņins       |     |
| 13         | DEF        | Kaspars Gorkšs      |     |
| 6          | DEF        | Vladislavs Gabovs   |     |
| 2          | DEF        | Vitālijs Maksimenko |     |
| 19         | DEF        | Vitlijs Jagodinskis |     |
| 8          | MED        | Artis Lazdiņš       |     |
| 5          | MED        | Oļegs Laizāns       | 46' |
| 14         | MED        | Jānis Ikaunieks     | 79' |
| 16         | DEL        | Artjoms Rudņevs     | 90' |
| 10         | DEL        | Valērijs Šabala     | 70' |
| 9          | DEL        | Roberts Savaļnieks  | 46' |
| Entrenador | Entrenador | Marian Pahars       |     |

| 7 | MED | Sander Puri  | 70' |
| 9 | DEL | Frank Liivak | 90' |

| 7  | MED | Aleksejs Višņakovs | 46' |
| 17 | MED | Artūrs Zjuzins     | 46' |
| 18 | DEF | Igors Tarasovs     | 70' |
| 15 | MED | Dāvis Ikaunieks    | 79' |
| 22 | DEL | Sergejs Vorobjovs  | 90' |

| Amonestado | 53' | Artis Lazdiņš   |
| Amonestado | 56' | Jānis Ikaunieks |

| Árbitro             | Gediminas Mažeika  |
| Árbitros asistentes | Vytautas Šimkus    |
| Árbitros asistentes | Ingrida Siliūnienė |
| Cuarto árbitro      | Sergejus Slyva     |

| 1          | POR        | Mihkel Aksalu   |     |
| 15         | DEF        | Ragnar Klavan   |     |
| 23         | DEF        | Taijo Teniste   |     |
| 5          | DEF        | Dmitri Kruglov  |     |
| 19         | DEF        | Ken Kallaste    |     |
| 21         | DEF        | Nikita Baranov  |     |
| 18         | MED        | Karol Mets      |     |
| 16         | MED        | Ilja Antonov    |     |
| 17         | MED        | Pavel Marin     | 70' |
| 8          | DEL        | Henri Anier     |     |
| 11         | DEL        | Rauno Sappinen  | 90' |
| Entrenador | Entrenador | Magnus Pehrsson |     |

| 1          | POR        | Andris Vaņins       |     |
| 13         | DEF        | Kaspars Gorkšs      |     |
| 6          | DEF        | Vladislavs Gabovs   |     |
| 2          | DEF        | Vitālijs Maksimenko |     |
| 19         | DEF        | Vitlijs Jagodinskis |     |
| 8          | MED        | Artis Lazdiņš       |     |
| 5          | MED        | Oļegs Laizāns       | 46' |
| 14         | MED        | Jānis Ikaunieks     | 79' |
| 16         | DEL        | Artjoms Rudņevs     | 90' |
| 10         | DEL        | Valērijs Šabala     | 70' |
| 9          | DEL        | Roberts Savaļnieks  | 46' |
| Entrenador | Entrenador | Marian Pahars       |     |

| 7 | MED | Sander Puri  | 70' |
| 9 | DEL | Frank Liivak | 90' |

| 7  | MED | Aleksejs Višņakovs | 46' |
| 17 | MED | Artūrs Zjuzins     | 46' |
| 18 | DEF | Igors Tarasovs     | 70' |
| 15 | MED | Dāvis Ikaunieks    | 79' |
| 22 | DEL | Sergejs Vorobjovs  | 90' |

| Amonestado | 53' | Artis Lazdiņš   |
| Amonestado | 56' | Jānis Ikaunieks |

| Árbitro             | Gediminas Mažeika  |
| Árbitros asistentes | Vytautas Šimkus    |
| Árbitros asistentes | Ingrida Siliūnienė |
| Cuarto árbitro      | Sergejus Slyva     |

| Campeón Letonia 13.er título |